# Эстерман, Хуго
Ху́го Э́стерман (фин. Hugo Österman; 5 сентября 1892, Гельсингфорс, Великое княжество Финляндское — 14 февраля 1975, Хельсинки, Финляндия) — генерал шведского происхождения оборонительных сил Финляндии, также занимал должность главнокомандующего вооружённых сил страны.

## Биография
Отец Хуго Эстермана переехал из Швеции в Хельсинки, чтобы поступить на службу в местную полицию. Мать Эстермана умерла, когда ему было три года. В 1911 году Хуго Эстерман окончил среднюю школу и поступил в Хельсинкский университет на исторический факультет. Во время Первой мировой войны присоединился к 27-му Королевскому прусскому егерскому батальону, который проходил обучение в Германской империи и готовился к силовому отделению Финляндии от Российской империи. В 1918 году после получения высшего образования Хуго Эстерман получил офицерское звание и принял участие в Гражданской войне в Финляндии в составе Охранного корпуса Финляндии. В 1919 году Хуго женился, а в 1921 году родилась их дочь. В 1920-х годах он занимал должности командира полка, а затем дивизии. В 1927 году служил в сухопутных войсках Швеции.
В 1928 году вернулся в Финляндию, занял командирскую должность в сухопутных войсках Финляндии. С 1931 по 1932 год Хуго Эстерман работал в правительстве Пера Эвинда Свинхувуда в качестве министра обороны. В 1933 году был назначен верховным главнокомандующим вооружённых сил Финляндии. Во время Зимней войны (1939—1940) командовал финляндской армией на Карельском перешейке, решающем участке фронта. Однако, в 1940 году после разногласий с Карлом Густавом Эмилем Маннергеймом ушёл в отставку с этой должности. Продолжил военную карьеру в качестве инспектора военного образования. Во время Войны-продолжения (1941—1944) Хуго Эстерман оставался в резерве, но при этом контактировал с военными Третьего рейха и отвечал за создание финляндской дивизии ваффен-СС. После окончания Второй мировой войны Эстерман работал в Финляндии в области электротехнической промышленности. 14 февраля 1975 года скончался в Хельсинки.